# Georg Wolfgang Höfs
Georg Wolfgang Höfs (* 13. Februar 1913 in Wurzen; † 21. März 1991 in Magdeburg) war ein deutscher Hautarzt. Er wirkte von 1963 bis 1978 als Professor für Dermatologie und Venerologie an der Medizinischen Akademie Magdeburg und war während dieser Zeit von 1967 bis 1970 Rektor der Hochschule.

## Leben
Wolfgang Höfs studierte von 1932 bis 1937 Medizin in Leipzig und Berlin. Danach war er im Zweiten Weltkrieg bis 1945 als Truppenarzt eingesetzt. Von 1947 bis 1951 war Höfs als Assistenzarzt an den Universität-Hautkliniken in Jena unter Josef Hämel (1894–1969) und Leipzig tätig. In Jena wurde er 1948 mit Untersuchungen über Versager in der Gonorrhoe-Behandlung mit deutschem Penicillin promoviert. 1959 wurde er unter Wolfgang Gertler (1904–1982) in Leipzig mit einer Arbeit zur Gewebetherapie in der Dermatologie habilitiert. Ab 1959 hielt sich Höfs für ein Jahr zu Forschungs- und Lehrtätigkeiten an der Universität Hanoi in Vietnam auf. 1963 wurde Wolfgang Höfs als Nachfolger von Harry Braun, der nach Leipzig wechselte, zum Professor und Direktor der Hautklinik an die Medizinische Akademie Magdeburg berufen. 1966 übernahm er die Funktion des Prorektors, von 1967 bis 1970 war er der vierte Rektor der Hochschule. 1978 wurde Höfs emeritiert. Sein Nachfolger wurde Klaus Schlenzka.

## Wirken
Georg Wolfgang Höfs verfasste zahlreiche Publikationen, Buchbeiträge und wissenschaftliche Vorträge zu berufsbedingten und Kinderhautkrankheiten, zur Andrologie und Humangenetik in der Dermatologie, zur Tropendermatologie, zu immunologisch-zytologischen Fragen beim Ekzem und zur Therapie tropischer Hauterkrankungen. Unter der Leitung von Höfs entwickelte sich die Hautklinik der Medizinischen Akademie Magdeburg zu einem dermatologisch-wissenschaftlichen Schwerpunkt mit überregionaler Bedeutung. Höfs erhielt zahlreiche staatliche Ehrungen, unter anderem 1968 als Verdienter Arzt des Volkes.

## Schriften (Auswahl)
- Untersuchungen über Penicillin-Versager in der Gonorrhoe-Behandlung mit deutschem Penicillin. Dissertation vom 29. Juni 1948, Medizinische Fakultät der Friedrich-Schiller-Universität Jena
- Gewebetherapie in der Dermatologie. Habilitationsschrift vom 13. Mai 1959, Medizinische Fakultät der Universität Leipzig, als Buch: J. A. Barth, Leipzig 1961